# Edith Tudor-Hart
Edith Tudor-Hart, nata Edith Suschitzky (Vienna, 28 agosto 1908 – Brighton, 12 maggio 1973) è stata una fotografa britannica, di origini austriache; fu anche una spia al servizio del KGB.

## Biografia
Figlia del libraio socialista Wilhelm (1877-1934) e di Adele Bauer (1878–1980), era una famiglia ebrea non praticante. Suo fratello minore fu il cameraman Wolfgang Suschitzky. All'età di 16 anni si recò a Londra per un trimestre con Maria Montessori, dove si avvicinò al suo metodo di insegnamento. Infatti, al suo rientro a Vienna si impiegò in una scuola materna. In questo primo viaggio londinese conobbe il britannico Alex Tudor-Hart, comunista, che allora studiava chirurgia ortopedica a Vienna.
A 17 anni Edith si innamorò di Arnold Deutsch, un agente del Comintern, fondato da Lenin nel 1919. Sappiamo che Deutsch nel 1927, cioè all'incirca due anni dopo aver conosciuto Edith, lavorava per il Partito Comunista di Gran Bretagna e faceva parte del Partito Comunista d'Austria (KPÖ). Inoltre, era forte il sospetto che operasse per conto del Direttorato politico dello Stato (OGPU), il servizio segreto sovietico a Vienna. Nel 1929 il Comintern ordinò a Deutsch di andare in URSS ed egli offrì a Edith, quale regalo d'addio, una macchina fotografica Rolleiflex, una delle prime uscite in commercio. Questo evento incuriosì particolarmente la ragazza che lasciò il lavoro di maestra d'asilo e si iscrisse al Bauhaus di Dessau per studiare fotografia, dove ebbe come docente Walter Peterhans.
Il rapporto che ebbe con Deutsch fu significativo negli anni a venire, in quanto Tudor-Hart era amica di Lizzy Friedmann, sposata con Kim Philby. Nel 1934 Edith riuscì a fare incontrare Deutsch con Philby per reclutarlo nei servizi di spionaggio del KGB, così come Anthony Blunt fu avvicinato da Edith. Questi incontri furono l'inizio della nascita del gruppo di spionaggio inglese noto col nome di Cinque di Cambridge, attivo tra il 1939 e il 1951.
Tornata a casa scattò fotografie clandestinamente in fabbriche, officine, uffici di collocamento, famiglie che lottavano contro gli sfratti e la disoccupazione perché questo volevano i giornali e le riviste liberali e di sinistra come ad esempio Der Kuckuck e Die Bühne ed era stata assunta come corrispondente da Vienna dall'agenzia giornalistica sovietica TASS. Nel 1930 aveva compiuto di nuovo un viaggio in Inghilterra ma venne espulsa per via dei suoi legami col Partito Comunista inglese. Nel 1933 sposò Alex Tudor-Hart e poté emigrare in Inghilterra, poiché il suo paese era ormai in mano dapprima al cosiddetto Austrofascismo di Engelbert Dollfuß e qualche anno dopo con l'Anschluss sarebbe stata annessa alla Germania nazista. Il fratello Wolfgang, anch'egli comunista, scappò prima nei Paesi Bassi e poi in Inghilterra nel 1935, dove lavorò come cameraman per Paul Rotha. Il padre Wilhelm, invece, preferì suicidarsi a Vienna nel 1934 dopo che il Partito Comunista venne messo al bando. La sua casa editrice "Anzengruber" fu diretta dal nipote Joseph Suschitzky fino all'annessione nel 1938.
Si stabilirono nel sud del Galles nella cittadina di Rhondda, nei pressi di Tonypandy, dove il marito esercitò la professione di medico condotto. Tudor-Hart fotografò per riviste come The Listener, The Social Scene, Design Today, con soggetti che raffiguravano i rifugiati della guerra civile spagnola e il declino industriale nel nord-est dell'Inghilterra. Nel 1936 fondarono il Comitato spagnolo di aiuto medico per raccogliere fondi a sostegno delle Brigate internazionali per le vittime del fascismo. Nello stesso anno si separò dal marito e ciò probabilmente causò una forma grave di autismo e di schizofrenia nel figlio Tommy di cinque anni che la costrinse a prendersi cura di lui nei successivi anni Quaranta, finché non fu costretta a ricoverarlo in un istituto sanitario specializzato, provando in seguito anche con la psicanalisi ma senza apparenti miglioramenti. La questione venutasi a creare con il figlio influenzò anche l'attenzione sui soggetti da lei fotografati a partire dalla fine degli anni Trenta che mise al centro del suo interesse soprattutto la disabilità infantile, la disoccupazione e i senzatetto.
Tudor-Hart ebbe una relazione con lo scienziato nucleare Engelbert Broda ed entrambi furono sospettati di spionaggio. In previsione di una probabile perquisizione, in seguito alla fuga delle spie Donald Duart Maclean e Guy Burgess nel 1951, Edith preferì distruggere i documenti in suo possesso, alcuni negativi e tutto ciò che potesse incriminarla. Si trasferì nella cittadina di Brighton dove gestì una piccola libreria dell'usato. Dopo essersi assicurata che qualcuno si prendesse cura del figlio, morì di cancro allo stomaco all'Ospizio di Coppercliff.
Dopo la sua scomparsa anche la sua opera fotografica sembrò dimenticata. Una prima riscoperta è avvenuta nel 2011 quando il Museo Nacional Centro de Arte Reina Sofía di Madrid promosse la mostra Una luz dura, sin compasión. El movimiento de la fotografía obrera, 1926-1939 nella quale tra i molti fotografi presenti, c'erano foto anche di Tudor-Hart.
La prima retrospettiva dell'opera della fotografa di origini austriache le venne dedicata a Edimburgo dallo Scottish National Gallery nel 2013 dal titolo Edith Tudor-Hart | In the Shadow of Tyranny, seguita a ruota dal Wien Museum di Vienna con la mostra Edith Tudor-Hart. Im Schatten der Diktaturen. Nel 2020, a Salisburgo la galleria Fotohof, ha organizzato la mostra dedicata alle sue immagini del periodo che va dal 1941 al 1952.